# Ulf Thoresens Minneslopp
Ulf Thoresens Minneslopp (officiellt Ulf Thoresen Grand International) är ett årligt travlopp som körs över 2100 meter med autostart. Det är ett Grupp 1-lopp, det vill säga ett lopp av högsta internationella klass. Loppet avgjordes för första gången 1954, då under namnet Skandinavisk Grand Prix, och går sedan dess av stapeln i mitten av juli varje år på Jarlsberg Travbane utanför Tønsberg i Norge. Loppet är ett av Norges största travlopp med 800 000 norska kronor i förstapris.
Loppet körs till minne av den norske travkusken Ulf Thoresen (1946–1992) som vid sin död var den segerrikaste travkusken i Norge genom tiderna.

## Vinnare
| År                       | Häst              | Kusk                  | Tränare               | Tid    |
| ------------------------ | ----------------- | --------------------- | --------------------- | ------ |
| Ulf Thoresens Minneslopp |                   |                       |                       |        |
| 2023                     | Banderas Bi       | Alessandro Gocciadoro | Alessandro Gocciadoro | 1.10,4 |
| 2022                     | Stoletheshow      | Frode Hamre           | Frode Hamre           | 1.10,8 |
| 2021                     | Hickothepooh      | Vidar Hop             | Trond Anderssen       | 1.11,4 |
| 2020                     | Blé du Gers       | Vidar Hop             | Frode Hamre           | 1.11,8 |
| 2019                     | Vitruvio          | Jorma Kontio          | Alessandro Gocciadoro | 1.10,7 |
| 2018                     | Diamanten         | Erik Adielsson        | Stig H. Johansson     | 1.11,0 |
| 2017                     | Twister Bi        | Christoffer Eriksson  | Jerry Riordan         | 1.10,4 |
| 2016                     | Sauveur           | Åke Lindblom          | Åke Lindblom          | 1.11,2 |
| 2015                     | Tuonoblu Rex      | Robin Bakker          | Paul Hagoort          | 1.13,4 |
| 2014                     | Fire to the Rain  | Ulf Ohlsson           | Reijo Liljendahl      | 1.12,5 |
| 2013                     | Rod Stewart       | Kenneth Haugstad      | Jerry Riordan         | 1.13,6 |
| 2012                     | Pojke Kronos      | Örjan Kihlström       | Roger Walmann         | 1.14,1 |
| 2011                     | Brad de Veluwe    | Tuomas Korvenoja      | Tuomas Korvenoja      | 1.14,0 |
| 2010                     | Raja Mirchi       | Lutfi Kolgjini        | Lutfi Kolgjini        | 1.14,2 |
| 2009                     | Marco di Jesolo   | Hugo Langeweg J:r     | Hugo Langeweg J:r     | 1.13,6 |
| 2008                     | Lord Capar        | Örjan Kihlström       | Sven E S Andersson    | 1.15,0 |
| 2007                     | Adrian Chip       | Robert Bergh          | Robert Bergh          | 1.13,4 |
| 2006                     | Simb Chaplin      | Jorma Kontio          | Markku Nieminen       | 1.14,3 |
| 2005                     | Staro Yzerman     | Leif Witasp           | Leif Witasp           | 1.13,9 |
| 2004                     | Passionate Kemp   | Markku Nieminen       | Markku Nieminen       | 1.13,9 |
| 2003                     | Hr Siem           | Vidar Hop             | Gier Lerbo            | 1.14,3 |
| 2002                     | Hot Chili Pepper  | Frode Hamre           | Frode Hamre           | 1.15,4 |
| 2001                     | Scarlet Knight    | Stefan Melander       | Stefan Melander       | 1.13,6 |
| 2000                     | En Lille Siem     | Svein Tore Røynestad  | Svein Tore Røynestad  | 1.15,5 |
| 1999                     | Peter's Pride     | Asbjørn Mehla         | Asbjørn Mehla         | 1.16,2 |
| 1998                     | Lamitech Comanche | Atle Hamre            | Atle Hamre            | 1.15,2 |
| 1997                     | Brief Encounter   | Boye Ølstøren         | Boye Ølstøren         | 1.14,6 |
| 1996                     | Alv Richcrop      | Trond Skauen          | Arve G. Blihovde      | 1.14,6 |
| 1995                     | Ride The Night    | Tuomas Korvenoja      | Tuomas Korvenoja      | 1.15,0 |
| 1994                     | Tomali Sandy      | Bjørn Garberg         | Bjørn Garberg         | 1.16,0 |
| 1993                     | Tamin Sandy       | Bjørn Garberg         | Håkon M. Christiansen | 1.16,2 |
| Skandinavisk Grand Prix  |                   |                       |                       |        |
| 1992                     | Lamitech Quality  | Atle Hamre            | Atle Hamre            | 1.16,1 |
| 1991                     | Predator          | Jim Frick             | Jim Frick             | 1.16,1 |
| 1990                     | Shug Lobell       | Hans Petter Tholfsen  | Hans Petter Tholfsen  | 1.15,3 |
| 1989                     | Lamitech Quickie  | Atle Hamre            | Atle Hamre            | 1.16,0 |
| 1988                     | Gladiator Lobell  | Lars Gustafsson       | Lars Gustafsson       | 1.17,5 |
| 1987                     | Alexias Yankee L. | Tommy Hanné           | Tommy Hanné           | 1.16,0 |
| 1986                     | Kika Hanover      | Thor Borg             |                       | 1.18,7 |
| 1985                     | Kaptein Lucas     | Tommy Hanné           |                       | 1.18,7 |
| 1984                     | Perfect Ribb      | Jim Frick             |                       | 1.17,9 |
| 1983                     | Inter Nor H.      | Vidar Hop             |                       | 1.19,5 |
| 1982                     | The Onion         | Jan Andersson         |                       | 1.19,6 |
| 1981                     | Pennington        | Staffan Nilsson       |                       | 1.21,1 |
| 1980                     | Dan Holmbo        | Sören Norberg         |                       | 1.18,0 |
| 1979                     | Peter The King    | Thor Tholfsen         |                       | 1.22,3 |
| 1978                     | Bjørn Ørnhøj      | Anders Nilsen         |                       | 1.19,6 |
| 1977                     | Apollo Ørnhøj     | Villy Pedersen        |                       | 1.19,6 |
| 1976                     | Wembley           | Gunnar Eggen          |                       | 1.21,0 |
| 1975                     | Trix Åkjaer       | Per Ulven             |                       | 1.22,6 |
| 1974                     | Sonny H.          | Frank Marthinsen      |                       | 1.23,0 |
| 1973                     | R.A.C.            | M. Keskinen           |                       | 1.22,4 |
| 1972                     | Pan Lundbaek      | Per Ulven             |                       | 1.22,6 |
| 1971                     | Olga Senator      | Frank Marthinsen      |                       | 1.22,1 |
| 1970                     | Royal Scott       | Hans Sundberg         |                       | 1.23,3 |